# Anthems to the Welkin at Dusk
| Оценки критиков     | Оценки критиков |
| Источник            | Оценка          |
| ------------------- | --------------- |
| AllMusic            | [ 1 ]           |
| Chronicles of Chaos | 8.5/10          |
| Sputnikmusic        | 9/10            |

Anthems to the Welkin at Dusk — второй студийный альбом норвежской симфонической блэк-метал группы Emperor, выпущенный 8 июля 1997 года. Альбом занял 1 место в списке 20 лучших альбомов 1997 года по версии сайта Metal Storm.

## Об альбоме
Диск записан в Grieghallen в Бергене, Норвегия.
В 1996 году EP Reverence, в котором была песня «The Loss and Curse of Reverence», был издан в качестве тизера для альбома. В 1998 году альбом прошёл ремастеринг и был повторно переиздан с тремя песнями из Reverence. Группа сняла клип на песню «The Loss and Curse of Reverence.»
Начальный гитарный рифф «Ye Entrancemperium» был взят с неназванной песни группы Mayhem. Гитарист Mayhem Евронимус был занесён в список авторов на обложке альбома, несмотря на то, что он был убит за два года до того, как альбом был написан и издан. Запись этой незаконченной песни может быть найдена на бутлеге Mayhem «Ha Elm Zalag».
После выпуска, альбом достиг 28 места в финском чарте альбомов.

## Список композиций
| №                   | Название                          | Длительность |
| ------------------- | --------------------------------- | ------------ |
| 1.                  | «Alsvartr (The Oath)»             | 4:18         |
| 2.                  | «Ye Entrancemperium»              | 5:14         |
| 3.                  | «Thus Spake the Nightspirit»      | 4:30         |
| 4.                  | «Ensorcelled by Khaos»            | 6:39         |
| 5.                  | «The Loss and Curse of Reverence» | 6:09         |
| 6.                  | «The Acclamation of Bonds»        | 5:54         |
| 7.                  | «With Strength I Burn»            | 8:17         |
| 8.                  | «The Wanderer»                    | 2:54         |
| Общая длительность: | Общая длительность:               | 43:55        |

Бонус-треки
| №   | Название                                 | Длительность |
| --- | ---------------------------------------- | ------------ |
| 9.  | «In Longing Spirit»                      | 5:55         |
| 10. | «Opus a Satana»                          | 4:18         |
| 11. | «The Loss and Curse of Reverence - Live» | 6:24         |

## Участники записи
- Исан — вокал, гитара, синтезатор, аранжировщик, продюсер, мастеринг
- Самот — гитара, аранжировщик, мастеринг, продюсер
- Alver — бас
- Трюм — ударные, перкуссия
- Pytten — инженер, продюсер
- Yens — фотография
- Стивен О’Малли — дизайн
- Дэвид Пальсер — фотография
- Cristophe Szpajdel — иллюстрации/эмблема
- N.A.P. — дизайн
- Евронимус — создание вводного риффа на «Ye Entrancemperium»